# Witbrauwwaaierstaart
De witbrauwwaaierstaart (Cercotrichas leucophrys; synoniem: Erythropygia leucophrys) is een vogelsoort uit de familie Muscicapidae (vliegenvangers).

## Verspreiding en leefgebied
De soort telt 10 ondersoorten:
- C. l. leucoptera: zuidelijk Soedan, zuidelijk Ethiopië, noordelijk Somalië en noordelijk Kenia.
- C. l. eluta: zuidelijk Somalië en noordoostelijk Kenia.
- C. l. vulpina: oostelijk Kenia en oostelijk Tanzania.
- C. l. brunneiceps: centraal en zuidelijk Kenia en noordelijk Tanzania.
- C. l. sclateri: centraal Tanzania.
- C. l. zambesiana: van noordelijk en oostelijk Congo-Kinshasa en zuidelijk Soedan tot westelijk Kenia, oostelijk Zimbabwe en noordelijk Mozambique.
- C. l. munda: van zuidelijk Gabon tot centraal Angola en westelijk Congo-Kinshasa.
- C. l. ovamboensis: van zuidelijk Angola en noordelijk Namibië tot zuidwestelijk Zambia en westelijk Zimbabwe.
- C. l. simulator: zuidelijk Mozambique.
- C. l. leucophrys: zuidelijk Zimbabwe, noordelijk en oostelijk Zuid-Afrika.